# تپه بختیاری
تپه بختیاری در شهرستان ممسنی، مجاورت شهر نورآباد، روستای برمک واقع شده و این اثر در تاریخ ۲۲ تیر ۱۳۷۹ با شمارهٔ ثبت ۲۷۱۴ به‌عنوان یکی از آثار ملی ایران به ثبت رسیده است.